# Lashkar-e-Toiba
Le Lashkar-e-Toiba ou Lashkar-e-Taiba (ourdou : لشکرطیبہ, LeT, « Armée des pieux ») est un mouvement islamiste pakistanais armé. L'organisation est placée sur la liste officielle des organisations terroristes du Canada, des États-Unis, de l'Australie, du Royaume-Uni, de l'Union européenne, de la Russie et de l'Inde. Elle est considérée par l'ONU comme proche d'Al-Qaïda et à ce titre sanctionnée par le comité créé par la résolution 1267 (1999).

## Histoire
Cette organisation a été créée en 1981 par Hafiz Saeed dans la province du Kunar en Afghanistan pour lutter contre le régime communiste qui régnait alors à Kaboul. Au fil des ans, elle a développé des liens très étroits avec Al-Qaïda et les talibans. Quand « Lashkar-e-Taiba » a déménagé dans les années 1990 au Pendjab — à Lahore, dans l'Est du Pakistan —, à proximité du Cachemire, pour s'engager dans « la guerre de libération » de la province que se disputent l'Inde et le Pakistan, elle a bénéficié de l'aide d'Al-Qaïda et des talibans pour « services rendus » en Afghanistan.
Son fondateur, le Pakistanais Hafiz Saeed, a combattu brièvement l'Armée rouge en Afghanistan aux côtés des moudjahidines dans les années 1980, mais il a assuré avoir quitté le mouvement peu de temps avant son interdiction, pour créer une fondation de charité islamique, la Jamaat-ud-Dawa considérée comme la vitrine politique légale du LeT, officiellement interdite au Pakistan. Elle s'est montrée très active pour les victimes du puissant séisme de 2005 dans le Cachemire pakistanais.
En 2010, son objectif principal est le rattachement au Pakistan de l'État majoritairement musulman du Jammu-et-Cachemire, qu'il considère occupé par l'Inde.
Dans ce contexte géopolitique, le mouvement a longtemps bénéficié de la bienveillance du Pakistan et de l'aide de ses puissants services de renseignements, le pays étant opposé à la présence indienne dans la région disputée du Cachemire, à l'origine de deux des trois guerres qui ont opposé les deux pays voisins. Le Lashkar-e-Toiba est officiellement interdit au Pakistan depuis 2002, bien qu'il n'ait jamais été accusé d'avoir perpétré des attentats dans ce pays.
Le mouvement continue de bénéficier de rapports avec l'Arabie saoudite, tant en termes financiers qu'idéologiques, développés lors du jihad anticommuniste mené en Afghanistan dans les années 1980.

## Attentats attribués à l'organisation
L'Inde l'accuse enfin de plusieurs attentats et attaques perpétrés ces dernières années, au Cachemire indien ou ailleurs. Elle le met nommément en cause lors des attentats de Bombay, en novembre 2008. Le dimanche 7 décembre, les militaires pakistanais procèdent à plus d'une dizaine d'arrestations dont celle de Zakiur Rehman Lakhvi (en)  qui serait le chef opérationnel du Lashkar-e-Toiba. Toutefois, le Pakistan n'entend pas livrer les suspects à l'Inde. Le président du Pakistan, Asif Ali Zardari confirme ses intentions dans une déclaration au Figaro : « Le Pakistan s'engage à poursuivre, arrêter, juger et punir quiconque est impliqué dans l'horrible massacre de Bombay.(...) Comme il l'a montré lors des raids commencés le 7 décembre et des arrestations qui ont suivi (contre les camps et les militants islamistes du Lashkar-e-Taiba, NDLR du Figaro), le Pakistan agira contre tous les acteurs non étatiques de ce type et les traitera pour ce qu'ils sont : des criminels, des terroristes, des assassins ». Le Lashkar-e-Toiba dément toutefois toute participation aux attentats de Bombay. Mais le 12 février 2009, le gouvernement pakistanais, par la voix du directeur du ministère de l'Intérieur, Rehman Malik, admet que les attentats ont été préparés au Pakistan et qu'un important commandant du Lashkar-e-Toiba, arrêté en décembre 2008 en est un des instigateurs.   
Le Lashkar-e-Toiba est aussi soupçonné d'avoir mené à Lahore au Pakistan le 3 mars 2009 l'attentat contre les membres de l'équipe sri lankaise de cricket, qui fait 5 morts dans leur entourage.
En janvier 2021, Zakiur Rehman Lakhvi (en), le leader de Lashkar-e-Toiba et l'un des cerveaux présumés des attentats de Bombay, est condamné à une peine de cinq ans de prison pour financement du terrorisme par un tribunal de Lahore, dans l'est du Pakistan.